# Емфізематозний пієлонефрит
Емфіземато́зний пієлонефри́т — захворювання, що рідко зустрічається, гострий інфекційно-запальний процес зумовлений проникненням у нирку мікроорганізмів, які спричиняють некротичне запалення і здатні до газоутворення (кишкова паличка, протей і бактерії роду псевдомонас), яки ферментують глюкозу на вуглекислий газ і кислоту. У 80 % випадків газоутворення спостерігається у хворих на цукровий діабет, переважно у жінок похилого віку при високому вмісті глюкози в плазмі крові й тканинах і відносно низькому — в сечі. Крім того, має значення обструкція сечоводів.

## Клінічна картина
В більшості випадків перебіг захворювання важкий: спостерігається порушення функції нирки, виражена інтоксикація та симптоми гострого пієлонефриту. Внаслідок ферментативного розкладання анаеробними мікроорганізмами глюкози на газ і кислоту сеча придбаває різко кислу реакцію. Пневматурія спостерігається дуже рідко.

## Діагностика
Діагностика емфізематозного пієлонефриту ґрунтується на даних бактеріологічних, сонографічних та рентгенологічних досліджень.

## Лікування
На даний момент єдиної точки зору щодо терапії емфізематозного пієлонефриту не існує. Консервативне лікування — внутрішньовенне введення антибіотиків або хірургічне — нефректомія.